# Tre morti per Giulio
Tre morti per Giulio (Carambolages) è un film francese del 1963 diretto da Marcel Bluwal.
Tratto dall'omonimo romanzo di Fred Kassak, fu presentato in concorso al Festival di Cannes 1963.

## Trama
La società "321" organizza e assicura le vacanze dei suoi clienti. Norbert Charolais, il direttore generale, è un uomo distante e, tra i dipendenti, il giovane Paul Martin mostra ambizione e astuzia. Quest'ultimo è fidanzato con Danielle, la figlia di uno dei suoi superiori, Brossard, che spera di poter rimpiazzare presto il suo capo quando questi andrà in pensione. Scopre però che l'età di pensionamento è stata posticipata: Paul dovrà ottenere la promozione in altri modi, dato che ha un gran bisogno di soldi, viste anche le sue imminenti nozze con Danielle.
Paul decide di accorciare i tempi sopprimendo Charolais. Dopo averlo ammazzato, viene subito nominato al suo posto, e tutti i suoi superiori iniziano ad essere vittime di una serie di eventi fatali, stranamente simili tra loro: Paul si ritrova dunque ad occupare le poltrone di presidente e direttore generale.

## Critica
Carambolages, rititolato in italiano Tre morti per Giulio, è rara cosa nel cinema francese: un mix di commedia noir e di farsa vaudeville guarnita da un'amara spolverata di satira sociale. Forse il film lancia la sua rete un po' troppo ampiamente, nel tentativo di ottenere risate, ma la scoppiettante commedia sembra funzionare, grazie soprattutto ai geniali faccia-a-faccia tra il genio comico Louis de Funès e Jean-Claude Brialy, l'allora beniamino della nouvelle vague francese che si stava facendo un nome nel cinema mainstream. La trama riesce ad essere sia caotica che prevedibile, una storia di carriera che deve certo qualcosa alla commedia Sangue blu (1949) con Alec Guinness, ma l'umorismo è instancabile - vale la pena di guardare il film solo per vedere Brialy rincorrere maniacalmente una rana troppo agile.
Quando fece questo film, Louis de Funès era ben lungi ancora dall'essere il tesoro nazionale che era destinato a diventare dopo la sua elevazione meteoritica verso la celebrità coi film della serie dei Gendarmi di Saint-Tropez (iniziata nel 1964) e di Fantômas (1964 in poi). Carambolages è stato comunque uno dei suoi trionfi ante gloriam, in cui ha perfezionato il personaggio per la quale è ormai più noto – il dirigente pestifero che maltratta tutti coloro che gli girano intorno e che tuttavia in qualche modo riesce a mantenere la nostra simpatia mentre il mondo cospira per dargli la sua giusta penitenza. Il de Funès di Carambolages è quello che il pubblico francese avrebbe poi affollato le sale a milioni per guardarlo in pellicole come Le folli avventure di Rabbi Jacob (1973) o L'ala o la coscia? (1976) - un attore comico di grande talento all'altezza del suo gioco.
In teoria la stella principale del film non dovrebbe essere de Funès ma Jean-Claude Brialy, una delle giovani leve cinematografiche associate alla Nouvelle Vague grazie ad apparizioni in film che vanno da Claude Chabrol in Le Beau Serge (1958) a Jean-Luc Godard in Une femme est une femme (1961), con un ruolo cameo in Les 400 coups di Truffaut (1959). Brialy non aveva il fascino tradizionale di altre stelle dell'epoca, in particolare Alain Delon (che fa una breve ma splendida apparizione alla fine di questo film), e sembra curiosamente fuori luogo nelle frivolezze di Carambolages. Tuttavia, la sua naturale predisposizione per la commedia lo assiste felicemente e, con la complicità dello sceneggiatore Michel Audiard, si trasforma in una delle sue interpretazioni più divertenti, ma anche delle sue più agghiaccianti. Alcuni pregiati contributi di supporto da parte di Michel Serrault e Sophie Daumier (á la Brigitte Bardot) mantengono la commedia sempre sulla cresta dell'onda e, anche se il film non arriva a raggiungere il suo pieno potenziale comico, è pur sempre una divertente commedia - sebbene la maggior parte delle gag ruoti intorno persone che cadono sfracellandosi da grandi altezze, o saltino in aria con bombe incendiarie fatte in casa.

## Produzione
Questo tema viene nuovamente affrontato nel film di Constantin Costa-Gavras intitolato Cacciatore di teste, ma trattato questa volta in maniera drammatica. Il film rievoca anche Sangue blu con Alec Guinness, dove gli eredi scompaiono uno dopo l'altro per poter accedere al titolo di Lord e alla fortuna della famiglia.
Michel Serrault interpreta un ispettore di polizia borioso e con manie di potere. Veterano della Gestapo francese, si lamenta che la polizia non può utilizzare la tortura del waterboarding. Durante la festa organizzata dalla 321 maltratta alcuni ospiti e pretende persino di torturare l'ambasciatore della Birmania.
Bernard Blier era stato inizialmente contattato per il ruolo di Charolais. Da notare l'apparizione dispetto Alain Delon verso la fine del film. Guy Bedos viene erroneamente citato nei titoli di coda, dato che non appare nel film.